# Samuel David Luzzatto
Samuel David Luzzatto, född den 22 augusti 1800 i Trieste, död den 29 september 1865 i Padua, var en lärd italiensk jude.
Luzzatto var från 1829 professor vid Collegium rabbinicum och medlem av akademien i Padua. Han ansågs vara den mest framstående judiske exegeten och den skickligaste hebraisten under 1800-talet. Sina flesta verk skrev han på italienska, många på hebreiska och några på arameiska. Bland hans arbeten märks Prolegomeni ad una grammatica ragionata della lingua ebraica (1836), Grammatica della lingua ebraica (1867–1869) samt Philoxenos (över det arameiska språket; 1830) och det för bibelkritiken viktiga arbetet Bet haozar (det vill säga "skattkammare"; 1847). Vidare utgav han hebreiska dikter under titeln Kinor naim (I, 1825; del II utkom 1879) och La sacra biblia volgurizzata ad uso degli israeliti. Slutligen bör nämnas hans stora samling av medeltidens hebreiska dikter, varav en del utkom 1864, innehållande 86 av de i företalet omnämnda 868 dikter, som dittills aldrig blivit utgivna.